# Comuna de Węgierska Górka
Węgierska Górka (polaco: Gmina Węgierska Górka) é uma gminy (comuna) na Polónia, na voivodia de Santa Cruz e no condado de Żywiecki. A sede do condado é a cidade de Węgierska Górka.
De acordo com os censos de 2004, a comuna tem 14 606 habitantes, com uma densidade 189,5 hab/km².

## Área
Estende-se por uma área de 77,06 km², incluindo:
- área agrícola: 40%
- área florestal: 50%

## Demografia
Dados de 30 de Junho 2004:
|                      | Total   | Total | Mulheres | Mulheres | Homens  | Homens |
| -------------------- | ------- | ----- | -------- | -------- | ------- | ------ |
|                      | pessoas | %     | pessoas  | %        | pessoas | %      |
| População            | 14 606  | 100   | 7369     | 50,5     | 7237    | 49,5   |
| Densidade (pop./km²) | 189,5   | 100   | 95,6     | 95,6     | 93,9    | 93,9   |

De acordo com dados de 2002, o rendimento médio per capita ascendia a 1254,26 zł.

## Subdivisões
- Cięcina, Cisiec, Węgierska Górka, Żabnica.

## Comunas vizinhas
- Jeleśnia, Milówka, Radziechowy-Wieprz, Ujsoły